# Гришко Олександра Петрівна
Олександра Петрівна Гришко (Дудченко) (нар. 29 березня 1927, село Чалбаси, тепер Виноградове Олешківського району Херсонської області — ?) — українська радянська діячка, новатор сільськогосподарського виробництва, ланкова колгоспу «Перше Травня» Скадовського (потім — Цюрупинського) району Херсонської області. Герой Соціалістичної Праці (21.08.1951). Депутат Верховної Ради УРСР 3—4-го скликань.

## Біографія
Народилася у селянській родині. Закінчила сільську школу. Трудову діяльність розпочала колгоспницею колгоспу імені Першого травня («Перше Травня») села Виноградове Скадовського району Херсонщини.
Потім — ланкова колгоспу «Перше Травня» села Виноградове Скадовського (пізніше — Цюрупинського) району Херсонської області. За отримання високого врожаю бавовни у 1950 році на неполивних землях по 17,8 центнерів з гектара на площі 5 га. і по 12,8 центнерів з гектара на площі 11 га. їй було присвоєне звання Героя Соціалістичної Праці.
Член КПРС з 1953 року.
Потім — на пенсії у селі Виноградове Цюрупинського (Олешківського) району Херсонської області.

## Нагороди
- Герой Соціалістичної Праці (21.08.1951)
- орден Леніна (21.08.1951)
- ордени
- медалі